# Can, Cantien et Cantienne
Can, Cantien et Cantienne (en latin Cantius, Cantianus et Cantianilla) sont deux frères et une sœur (les Cantii) qui selon la tradition chrétienne furent martyrisés vers l'an 300 près d'Aquilée. Les premiers témoignages écrits remontent au début du Ve siècle.  

## Hagiographie
Leur Vita raconte qu'ils étaient des nobles romains de la gens consulaire Anicia, peut-être parents de l'empereur Carin.
Au début de la persécution de Dioclétien, ils s'enfuirent à Aquilée après avoir christianisé et relâché leurs esclaves et vendu toutes leurs propriétés. Mais la persécution se déroula aussi dans cette ville. Un mois avant leur arrivée, l'évêque Chrysogone d'Aquilée avait été exécuté à Aquae Gradatae, plus tard nommée San Canzian d'Isonzo. Les trois, ayant conforté les chrétiens opprimés d'Aquilée, se rendirent sur la tombe de Chrysogone où ils furent saisis par le gouverneur romain et, refusant le sacrifice païen, furent décapités avec leur gouverneur Protus (Prothus). Un prêtre, Zénon ou Zoîle, leur procura une tombe digne près de celle de l'évêque.

## Vénération
Des reliques de Can, Cantien et Cantienne sont vénérées à la basilique patriarcale d'Aquilée, à Grado et dans tout le Frioul, ainsi que dans les régions adjacentes, et aussi en Allemagne à la cathédrale de Hildesheim.

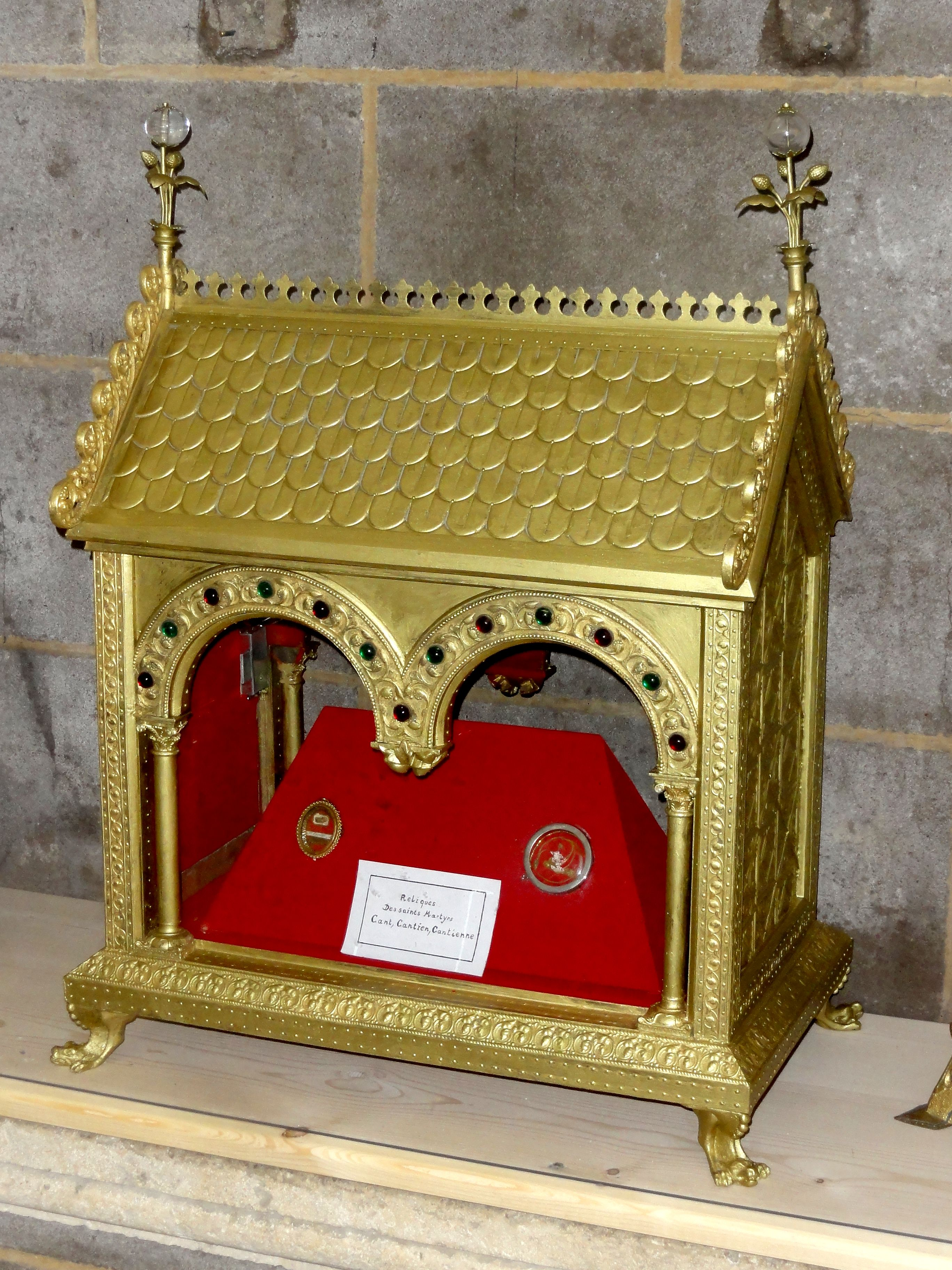
Châsse reliquaire dans la Collégiale d'Étampes.

Le roi Robert II apporta vers l'an 1020 des reliques des trois martyrs de Milan à Étampes, et en dota sa fondation Notre-Dame-du-Fort, où elles furent vénérées avec grande solennité jusqu'à la Révolution.
En 1841, une châsse contenant de leurs ossements se trouvait en l'église priorale Sainte-Opportune de Moussy-le-Neuf.
Ils sont honorés le 31 mai, date supposée de leur mort, et selon leur inscription dans le Martyrologe romain.